# Zak & Wowo : La Légende de Lendarys
Pour plus de détails, voir Fiche technique et Distribution.
Zak & Wowo : La Légende de Lendarys - initialement intitulé Lendarys, Rise of the jade stone - est un film d'animation français réalisé par Philippe Duchêne et co-réalisé par Jean-Baptiste Cuvelier et sorti en 2024,.
L'univers original a été créé par Philippe Duchêne.
Les toutes premières recherches graphiques ont été créées en 2017 par Philippe Duchêne pour les personnages et Jean-baptiste Cuvelier pour les décors. Un premier teaser, 2D, a été réalisé par eux-deux la même année afin de permettre la recherche de financements au producteur PM.SA.
Un second Teaser, en CGI, a été réalisé par Philippe Duchêne fin 2019 chez Mac Guff Line avec Jean-Jacques Benhamou comme producteur exécutif.
Le scénario a été écrit par Philippe Duchêne et la scénariste Nadège Girardot, connue pour avoir créé, entre autres, la série Galactik Football.

## Fiche technique
Sauf indication contraire, les informations mentionnées dans cette section peuvent être confirmées par les bases de données cinématographiques IMDb et Allociné,  présentes dans la section « Liens externes ».
- Titre original : Zak & Wowo : La Légende de Lendarys
- Réalisation : Philippe Duchêne, co réalisé par Jean-Baptiste Cuvelier
- Scénario : Philippe Duchêne et Nadège Girardot, d'après une idée originale de Philippe Duchêne.
- Musique : John Mamann, Sofiane Pamart et David Parienti
- Décors : Jean-Baptiste Cuvelier, Thomas Brissot
- Costumes :
- Photographie :
- Animation : Quentin Aguirre
- Son : Fanny Bricoteau
- Montage : Germain Bréchot
- Production : Anne Evrard, Jean-Baptiste Frey et Alain Pancrazi
  - Production executive : Jean-Michel Spiner
- Sociétés de production :  PM SA
- Société de distribution : All Rights Entertainment
- Budget :
- Pays de production :  France
- Langue originale : français
- Format :
- Genre : Animation
- Durée : 85 minutes
- Dates de sortie :
  - Mexique : 25 avril 2024
  - France : 3 juillet 2024

## Distribution
- Manu Payet : Wowo
- Clara Luciani : Indiana
- Jérôme Niel : Zak
- Kyan Khojandi : Kyle
- Akil Wingate : Astelion

## Production
Le film a été fabriqué par la société 2'Minutes Animation dans ses studios d'Angoulême, en Charente, et de La Réunion. C'est un des premier long métrage d'animation à avoir utilisé le moteur de rendu de jeux vidéo Unreal Engine.